# Adolph Tidemand
Adolph Tidemand, né le 14 août 1814 à Mandal et mort le 8 août 1876 à Oslo, est un peintre norvégien.

## Galerie

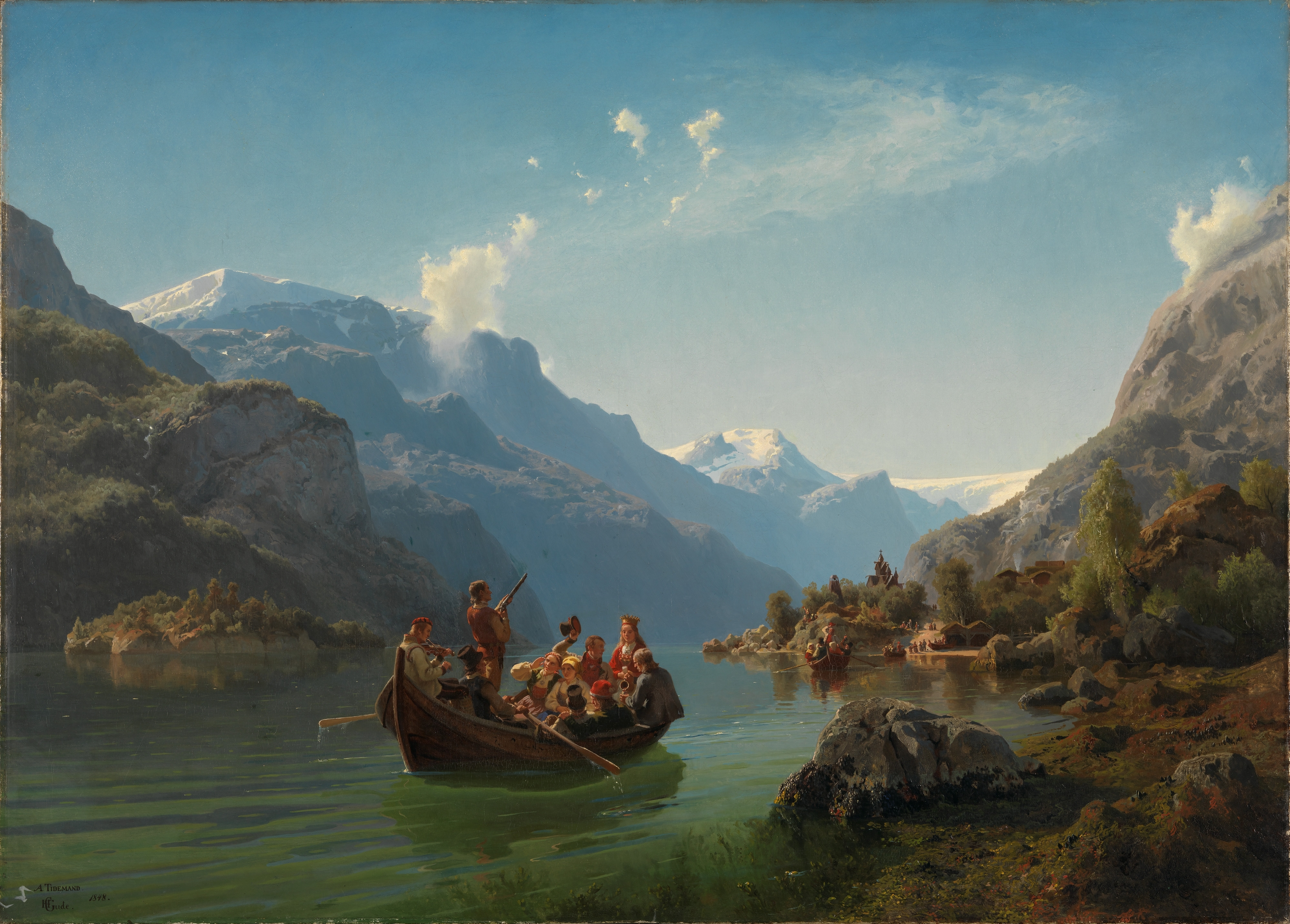
Procession nuptiale sur le Hardangerfjord
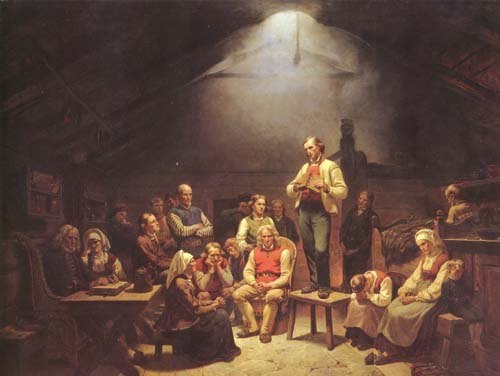
Haugianerne
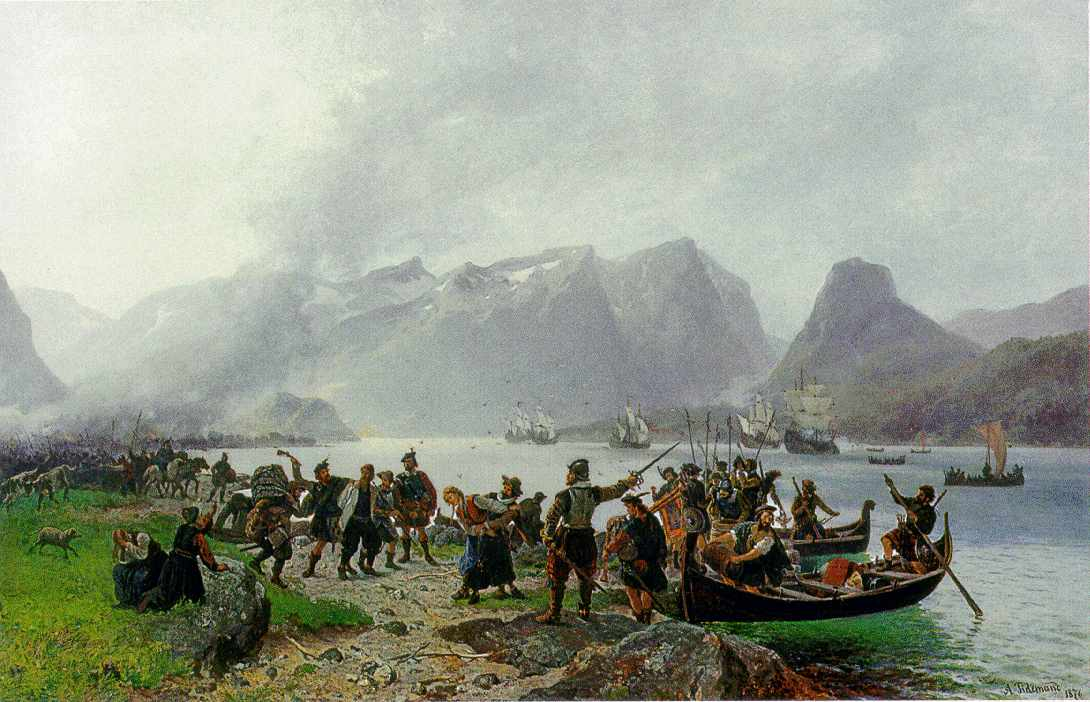
Sinclairs landing i Romsdal